# FC Bayern Alzenau
FC Bayern Alzenau is een Duitse voetbalclub uit Alzenau.
De club werd op 27 maart 1920 opgericht als Alzenauer Fußball Club en werd als snel de voetbalafdeling van Turn- und Sport Alenzau. In 1923 werd de club weer onafhankelijk en ging als FC Bayern Alzenau spelen. Tussen 1945 en 1947 was de naam kortstondig SKG Alzenau. Van het zevende niveau in 1998 werkte de club zich op tot de Oberliga Hessen waarin het in 2009 als tweede eindigde. Omdat kampioen SC Waldgirmes niet wilde promoveren promoveerde de club naar de Regionalliga Süd. Na één seizoen degradeerde de club weer, maar slaagde er ook weer in meteen terug te keren. Vanaf 2012 is de club overgeheveld naar de Regionalliga Südwest. Na één seizoen degradeerde de club. In 2019 promoveerde de club opnieuw naar de Regionalliga na een driekamp met SV Röchling Völklingen en Stuttgarter Kickers op basis van meer uit-gescoorde doelpunten.

## Recente seizoenen
| Seizoen | Competitie            | Plaats | Wedstrijden | Doelpunten | Punten |
| ------- | --------------------- | ------ | ----------- | ---------- | ------ |
| 2011/12 | Regionalliga Süd      | 18     | 34          | 39-76      | 26     |
| 2010/11 | Hessenliga            | 1      | 34          | 77-35      | 66     |
| 2009/10 | Regionalliga Süd      | 18     | 34          | 22-66      | 19     |
| 2008/09 | Hessenliga            | 2      | 34          | 75-46      | 69     |
| 2007/08 | Oberliga Hessen       | 7      | 34          | 54-50      | 49     |
| 2006/07 | Oberliga Hessen       | 5      | 34          | 55-44      | 53     |
| 2005/06 | Oberliga Hessen       | 5      | 34          | 48-45      | 54     |
| 2004/05 | Landesliga Hessen-Süd | 2      | 30          | 61-37      | 54     |
| 2003/04 | Landesliga Hessen-Süd | 4      | 30          | 57-28      | 57     |
| 2002/03 | Landesliga Hessen-Süd | 6      | 30          | 49-30      | 51     |
| 2001/02 | Landesliga Hessen-Süd | 6      | 30          | 51-31      | 49     |
| 2000/01 | Landesliga Hessen-Süd | 11     | 30          | 42-41      | 38     |